# Fălcoiu
Fălcoiu là một xã thuộc hạt Olt, România. Dân số thời điểm năm 2002 là 4368 người.